# 宦姓
宦姓是中文姓氏之一，在《百家姓》中排第333位。在现代是极罕见的姓氏。

## 起源
以仕宦为姓。据《正字通》载：宦姓“当取意于仕宦，不以宦阉为姓。”所以这个姓的起源应该来自于一些做过官的人表达身份之意，与宦官无关。

## 郡望
- 东阳郡：三国时东吴置，今浙江金华。

## 延伸阅读
[在维基数据编辑]
 《百家姓》
 《欽定古今圖書集成·明倫彙編·氏族典·宦姓部》，出自陈梦雷《古今圖書集成》